# Universidad Privada de Tacna
La Universidad Privada de Tacna es una universidad privada sin fines de lucro, surgida el 3 de enero de 1985 por el presbítero Luis Mellado Manzano en la ciudad de Tacna, Perú.
La Universidad Privada de Tacna creció rápidamente y esto motivó al presbítero Mellado a adquirir un nuevo terreno en lo que hoy es el actual Campus Capanique, iniciándose la edificación del primer pabellón, con el apoyo del gobierno, donaciones de personas y empresas.

## Autoridades
| Cargo                        | Docente                        |
| ---------------------------- | ------------------------------ |
| Rector                       | Hugo Cirilo Calizaya Calizaya  |
| Vicerrector Académico        | Arcadio Atencio Vargas         |
| Vicerrector de Investigación | Elmer Marcial Limache Sandoval |

## Facultades y escuelas profesionales
| Facultad                                                         | Escuela                                                                                          |
| ---------------------------------------------------------------- | ------------------------------------------------------------------------------------------------ |
| Facultad de Arquitectura y Urbanismo                             | Arquitectura                                                                                     |
| Facultad de Ciencias de la Salud                                 | Medicina Humana                                                                                  |
| Facultad de Ciencias de la Salud                                 | Odontología                                                                                      |
| Facultad de Ciencias de la Salud                                 | Tecnología Médica: - Laboratorio Clínico y Anatomía Patológica - Terapia Física y Rehabilitación |
| Facultad de Ciencias Empresariales                               | Administración de Negocios Internacionales                                                       |
| Facultad de Ciencias Empresariales                               | Administración Turístico Hotelera                                                                |
| Facultad de Ciencias Empresariales                               | Ciencias Contables y Financieras                                                                 |
| Facultad de Ciencias Empresariales                               | Economía y Microfinanzas                                                                         |
| Facultad de Ciencias Empresariales                               | Ingeniería Comercial                                                                             |
| Facultad de Derecho y Ciencias Políticas                         | Derecho                                                                                          |
| Facultad de Educación, Ciencias de la Comunicación y Humanidades | Ciencias de la Comunicación                                                                      |
| Facultad de Educación, Ciencias de la Comunicación y Humanidades | Educación: - Educación Inicial - Educación Física y Deportes                                     |
| Facultad de Educación, Ciencias de la Comunicación y Humanidades | Psicología                                                                                       |
| Facultad de Ingeniería                                           | Ingeniería Agroindustrial                                                                        |
| Facultad de Ingeniería                                           | Ingeniería Ambiental                                                                             |
| Facultad de Ingeniería                                           | Ingeniería Civil                                                                                 |
| Facultad de Ingeniería                                           | Ingeniería de Sistemas                                                                           |
| Facultad de Ingeniería                                           | Ingeniería Electrónica                                                                           |
| Facultad de Ingeniería                                           | Ingeniería Industrial                                                                            |

## Internacionalización
La Universidad Privada de Tacna tiene convenios con Universidades del extranjero, siendo el más importante el Convenio Marco firmado con la Universidad de Burdeos de Francia. 
Pertenece al Programa de Movilización estudiantil CRISCOS, mediante el cual alumnos de la universidad pasan un semestre en otras universidades de Chile, Argentina y Bolivia, a la Unión de Universidades de América Latina (UDUAL), entre otras.

## Rankings académicos
En los últimos años se ha generalizado el uso de rankings universitarios internacionales para evaluar el desempeño de las universidades a nivel nacional y mundial; siendo estos rankings clasificaciones académicas que ubican a las instituciones de acuerdo a una metodología científica de tipo bibliométrica que incluye criterios objetivos medibles y reproducibles, tomando en cuenta por ejemplo: la reputación académica, la reputación de empleabilidad para los egresantes, la citas de investigación a sus repositorios y su impacto en la web. Del total de 92 universidades licenciadas en el Perú, la Universidad Privada de Tacna se ha ubicado regularmente dentro del tercio inferior a nivel nacional en determinados rankings universitarios internacionales.